# بتول عرفه
بتول عرفه (عربی: بتول عرفة؛ زادهٔ ۱۶ نوامبر ۱۹۸۱) کارگردان فیلم اهل مصر است.